# 鳥帰る
『鳥帰る』（とりかえる）は、1996年5月4日に放送された「NHK特別ドラマ」。鳥取県をロケ地として製作された。
2011年5月8日13：05〜14：46（JST）に、NHKアーカイブスにて田中好子の追悼番組として再放送。

## キャスト
- 田口麻美： 田中好子
- 木崎則行： 杉浦直樹
- 中山新也： 村上淳
- 久代（麻美の母）： 香川京子
- 麻美の夫： 丹波義隆
- 奈津子（木崎の妻）： 原知佐子
- 茅島成美
- 新井康弘
- 真実一路
- 平田満
- 内野聖陽
- 松下砂稚子
- 谷川みゆき
- 青葉かおり

## スタッフ
- 脚本： 山田太一
- 演出： 伊豫田静弘
- 俳句： 安住敦
- 音楽： 福井崚

## その他
ロケ地として、米子水鳥公園、倉吉白壁土蔵群、打吹玉川、三朝温泉が使われた。